# Krzysztof Jeżowski (ekonomista)
Krzysztof Jeżowski (ur. 4 lipca 1917 we Lwowie, zm. 30 maja 1970 we Wrocławiu) – ekonomista, profesor wrocławskiej Wyższej Szkoły Ekonomicznej.

## Życiorys
Absolwent Akademii Handlu Zagranicznego we Lwowie. W latach 1946–1949 naczelnik Wydziału Samorządowego Biura Regionalnego Centralnego Urzędu Planowania, 1949–1950 kierownik Działu Planowania w tymże Biurze, 1950–1952 w Wojewódzkiej Komisji Planowania Gospodarczego we Wrocławiu. We wrocławskiej Wyższej Szkole Ekonomicznej w latach 1950–1951 dziekan Wydziału Planowania Przemysłu, od 1951 do 1955 oraz od 1956 do 1961 prorektor, a w latach 1955–1956 rektor tej uczelni. Inicjator powołania w 1954 Wydziału Inżynieryjno-Ekonomicznego Przemysłu Rolno-Spożywczego WSE.
Najmłodszy brat prof. Bogusławy Jeżowskiej-Trzebiatowskiej, Hanny (historyka) i Janiny (filozofa); ojciec Andrzeja i Małgorzaty. Zmarł na raka płuc w maju 1970.